# Křesomysl
Křesomysl est le cinquième des sept princes qui gouvernent la Bohême entre Přemysl le fondateur éponyme de la dynastie des  Přemyslides et Bořivoj le premier prince attesté historiquement.

## Contexte
Les noms de ces princes sont mentionnés dans la « Chronica Boemorum » de Cosmas de Prague du début du XIIe siècle et transmis par le biais de nombreux ouvrages historiques du XIXe siècle  comme « L'Histoire du peuple tchèque en Bohême et Moravie » de František Palacký. Selon la tradition il est le fils de Vnislav et le père Neklan. 
Une théorie estime qu'ils figurent sur les fresques des murs de la rotonde de Znojmo, en Moravie mais Anežka Merhautová souligne que les fresques repréentent  tous les membres de la dynastie des  Přemyslides  dont les souverains secondaires de Moravie.

## Origine du nom
On estime que le nom de  Křesomysl dérive des mots vieux Slavon "křesat" signifiant frapper par la lumière et "mysl" dont le sens est  esprit ou pensée ce qui signifierait littéralement  "lumière de la pensée". Le suffixe -mysl se trouve aussi dans le nom d'autres personnages mythologiques comme Přemysl et Nezamysl. Záviš Kalandra estime que les noms des sept princes sont des formes cryptées des noms des jours de la semaine en ancien slavon - Křesomysl étant le cinquième - Jeudi, en Latin Iovis Dies ; Jupiter et Thor étant tous deux des dieux liés au tonnerre le mot "křesat" s'expliquerait comme frapper par les éclairs. Une autre hypothèse avance que les noms sont des formes erronées issues d'un texte cohérent mais partiellement incomplet en vieux slavon.